# UFC 127
UFC 127: Penn vs. Fitch foi um evento de MMA realizado pelo Ultimate Fighting Championship em 27 de fevereiro de 2011 no Acer Arena em Sydney, Austrália. Devido a diferença de fuso-horários, o evento foi ao ar no dia 26 de Fevereiro no continente Americano. Esse foi o segundo evento realizado na Austrália, o UFC 110 em 2010 foi o primeiro.

## Bônus
Lutadores receberam um bônus de $75,000.
- Luta da Noite:  Chris Lytle vs.  Brian Ebersole
- Nocaute da Noite:  Mark Hunt
- Finalização da Noite:  Kyle Noke